# Гитариста
Гитариста је особа која свира гитару. У зависности од жанра, гитариста може да свира на класичној, акустичној, електричној или бас-гитари. Гитаристи могу да производе звук на гитари на различите начине: прстима или трзалицом.